# Élections générales irlandaises de novembre 1982
L’élection générale irlandaise de novembre 1982 s'est tenue le 24 novembre 1982. 165 des 166 députés sont élus et siègent au Dáil Éireann.

## Mode de scrutin
Les élections générales irlandaises se tiennent suivant un scrutin proportionnel plurinominal avec scrutin à vote unique transférable. Elles ont lieu dans 43 circonscriptions électorales et concernent 165 des 166 sièges. En effet, le Ceann Comhairle, qui préside le Dáil Éireann, est automatiquement réélu, conformément à l'article 16, alinéa 6, de la Constitution.

## Résultats
| Parti                                                                              | Parti                                  | Leader               | Voix      | %      | +/-        | Sièges | +/-        | % du Dáil |
| ---------------------------------------------------------------------------------- | -------------------------------------- | -------------------- | --------- | ------ | ---------- | ------ | ---------- | --------- |
|                                                                                    | Fianna Fáil                            | Charles Haughey      | 763 313   | 45,2 % | 2,1        | 75     | 6          | 45,2      |
|                                                                                    | Fine Gael                              | Garret FitzGerald    | 662 284   | 39,2 % | 1,9        | 70     | 7          | 42,2      |
|                                                                                    | Parti travailliste                     | Dick Spring          | 158 115   | 9,4 %  | 0,3        | 16     | 1          | 9,6       |
|                                                                                    | Parti des travailleurs d'Irlande       | Tomás Mac Giolla     | 54 888    | 3,3 %  | 1,0        | 2      | 1          | 1,2       |
|                                                                                    | Parti socialiste démocratique          | Jim Kemmy            | 7 012     | 0,4 %  |            | 0      |            | 0         |
|                                                                                    | Parti écologiste d'Irlande             |                      | 3 716     | 0,2 %  |            | 0      |            | 0         |
|                                                                                    | Parti socialiste républicain irlandais | Jim Lane             | 398       | 0,0 %  | 0,2        | 0      | stagnation | 0         |
|                                                                                    | Parti communiste d'Irlande             | Eugene McCartan      | 259       | 0,0 %  | stagnation | 0      | stagnation | 0         |
|                                                                                    | Indépendants                           | Indépendants         | 38 735    | 2,3 %  | 0,5        | 3      | 1          | 1,8       |
| Votes blancs et nuls                                                               | Votes blancs et nuls                   | Votes blancs et nuls | 12 665    |        |            |        |            |           |
| Total                                                                              | Total                                  | Total                | 1 701 385 | 100 %  |            | 166    | stagnation | 100       |
| Participation                                                                      | Participation                          | Participation        | 2 335 153 | 72,9 % |            |        |            |           |
| Un gouvernement de coalition Fine Gael - Parti travailliste majoritaire est formé. |                                        |                      |           |        |            |        |            |           |

Dans les indépendants figure Fianna Fáil indépendant (7 997 suffrages, 1 siège). 

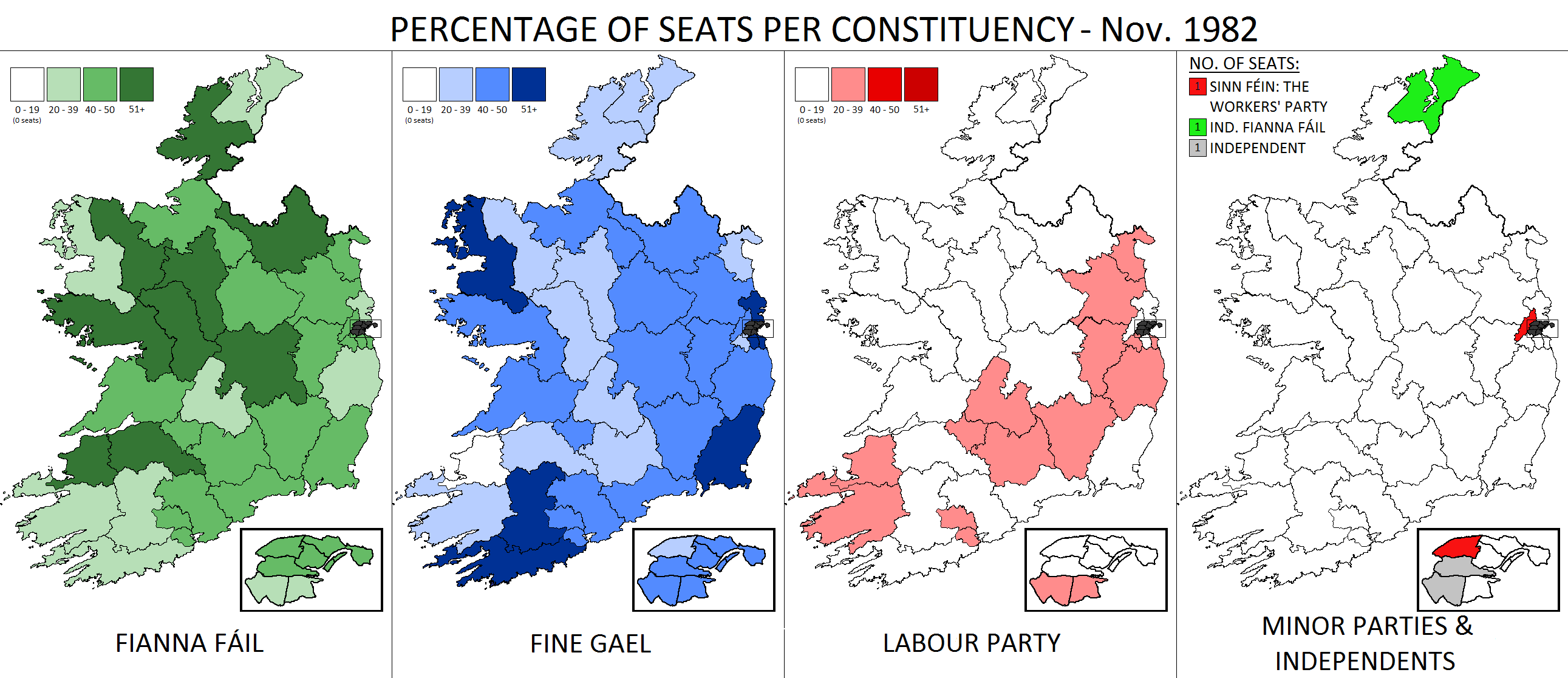
Résultats par circonscription